# Roim Rajoc
Roim Rajoc (o Ro'im Rachok en transcripción directa; en hebreo: רואים רחוק‎; lit: «mirando lejos» o «mirando hacia delante»), conocido por sus siglas RR, es un programa innovador, pionero a nivel mundial, diseñado para formar a adolescentes con trastorno del espectro autista (TEA) en profesiones altamente requeridas por las Fuerzas de Defensa de Israel y, posteriormente, en el mercado civil. A los adolescentes cualificados interesados en prestar servicio en las fuerzas armadas e integrarse en el mercado laboral, se les imparte enseñanza en profesiones para los que tienen una ventaja comparativa. A través del programa se pretende acabar con la estigmatización que rodea el autismo en la sociedad.
Este proyecto se dio a conocer a nivel mundial durante el Día Mundial de Concienciación sobre el Autismo, en 2015.

## Peculiaridades
Con los avances en el diagnóstico y tratamiento de personas en el espectro autista, los especialistas israelíes han estado valorando cada vez más el potencial de las personas con autismo de alto funcionamiento, observando en ellos cualidades muy relevantes para algunas profesiones militares. A lo largo de su servicio militar, de un año de duración (contrariamente a los 2,8 años habituales, 2 para mujeres), los soldados están acompañados por un especialista que les ofrece todas las facilidades requeridas y sirve de mediador con colegas y superiores en situaciones que requieren de su intervención.
El programa también sirve (hay quienes lo consideran su principal propósito) para preparar a los adolescentes autistas para el futuro, proporcionándoles herramientas y formación que les podrían servir para afrontar todo tipo de situaciones en la vida civil. Al mismo tiempo se benefician de una preparación para futuras carreras en tecnología e investigación. En otras palabras, a la vez que la sociedad hace buen uso de sus habilidades durante el servicio militar, los soldados adquieren en el servicio conocimientos, experiencia y seguridad para su vida posmilitar.
El programa se realiza en colaboración con la ONG Beyond the Horizon y el Campus Universitario Ono, y en la actualidad está relacionado en la conciencia colectiva con la Unidad 9900 – un cuerpo de élite especializado de la inteligencia militar.

## Historia
Roim Rajoc se lanzó en 2013 por dos veteranos del Mossad, que se habían percatado en que ciertas personas con TEA podrían tener especial talento analizando fotografías de reconocimiento aéreo y asimilando pequeños detalles, que podrían aludir a otras personas. También se apreció la habilidad de algunos para pasar largas horas realizando dichas tareas. Además de sus beneficios militares, el programa pone hincapié en los futuros beneficios para la vida civil. Dado que el servicio militar, obligatorio en Israel, se considera una fase importante en la sociedad israelí, tanto simbólicamente como, en algunos casos, profesionalmente, la incorporación como voluntarios de adolescentes con TEA, que normalmente están exentos de él, se podría ver como un paso más para su completa integración en la sociedad.
Los primeros graduados del programa aprendieron a analizar fotografías aéreas y de satélite en cooperación con la Unidad 9900. Posteriormente el programa se expandió y en la actualidad ofrece enseñanzas en QA de Software, clasificación de información electroóptica y electrónica. Los soldados son destinados a más de 10 unidades, en la inteligencia militar, la fuerza aérea y otras ramas del servicio.